# John Laughland

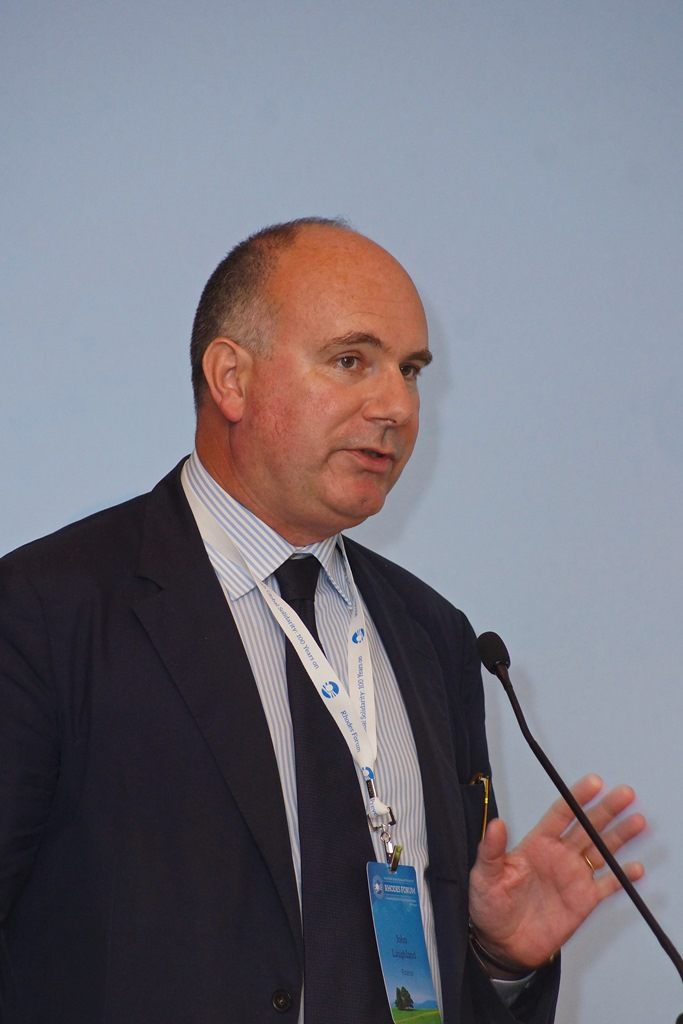
John Laughland

John C. Laughland (* 6. September 1963) ist ein britischer Philosoph, Journalist und Autor.

## Leben
Laughland studierte Germanistik, Philosophie und Russlandstudien an der Ludwig-Maximilians-Universität München und der University of Oxford. In Oxford erwarb er einen Ph.D. in Philosophie. Er habilitierte sich 2003 an der Universität Marne-La-Vallée bei Paris. Danach lehrte er Philosophie und Politikwissenschaften am Institut d’études politiques de Paris, an der Universität Paris III und an der Libera Università degli Studi Per l’Innovazione e le Organizzazioni in Rom. Er ist Forschungsmitglied an der Universität Paris IV und unterrichtet derzeit (Stand 2013) an der Université Paris 1 Panthéon-Sorbonne. Seit 2008 ist Laughland Studiendirektor des Institut für Demokratie und Zusammenarbeit in Paris und Europadirektor der European Foundation in London.
Er verfasste Beiträge u. a. für:
- Compact
- Die Welt
- eigentümlich frei[2]
- Frankfurter Allgemeine Zeitung
- National Review
- The Guardian
- The Monist
- The Spectator
- The Times
- The Wall Street Journal

## Veröffentlichungen und politische Positionen
1997 veröffentlichte er The Tainted Source: The Undemocratic Origins of the European Idea, eine kritische Darstellung der Europäischen Union, in der er die Verwandtschaft der europäischen Idee mit faschistischem, nationalsozialistischem und kommunistischem Gedankengut nachzuweisen versucht, wobei die Ablehnung des Nationalstaats sein Hauptgesichtspunkt ist. Die Grundprinzipien der politischen Freiheit sind nach Laughland „verantwortliches Regieren (Demokratie), Rechtsstaatlichkeit und stabiles Geld.“ Es sei vor allem die Aushöhlung des Nationalstaats, wodurch die EU die politische Freiheit untergrabe. Edward Heath, der frühere Premierminister Großbritanniens, der 1972 den Pariser Vertrag unterzeichnete, lehnte das Buch als absurde und abscheuliche Verdrehung von Vergangenheit und Gegenwart ab.
Er behandelte in vielen Aufsätzen den Internationalen Gerichtshof in Den Haag und verurteilte besonders das Tribunal zu den Kriegsverbrechen des früheren Jugoslawien. Die Resolution des UN-Sicherheitsrats, der das Tribunal eingesetzt hatte, hielt er für illegitim, da der Sicherheitsrat ultra vires handelte. Er lehnt die Prozessordnung ab, da auch Zeugenaussagen nach dem Hörensagen zugelassen seien. Er bezeichnet das Gericht als politisches Tribunal und sah einen doppelten Maßstab in der Tatsache, dass Untersuchungen möglicher Kriegsverbrechen der NATO in Jugoslawien abgelehnt wurden. Er kritisierte den Kosovokrieg 1999 ebenso wie vorher schon die Irakkriege.
Laughland lehnte die Unterstützung des Westens für die antiserbische Opposition gegen Slobodan Milosevic ab und verurteilte die Revolution in Georgien im Jahre 2003 als Staatsstreich.
Laughland vertrat während der Präsidentschaftswahlen in der Ukraine im Jahre 2004 den Standpunkt, der ukrainische Präsidentschaftskandidat Viktor Yushchenko koaliere mit Neonazis. Seine schließlich zum Erfolg führenden Versuche der Übernahme der Präsidentschaft seien auf der Straße von „zugedröhnten Skinheads aus Lvov“ unterstützt worden. Berichte über Massengräber im Irak seien zu politischen Zwecken übertrieben worden. Hinter der Sorge um Massaker im Sudan im Jahre 2004 stehe das Interesse am Erdöl in der Region.
John Laughland ist zusammen mit Natalija Narotschnizkaja Leiterin der Pariser Niederlassung des russischen Institut für Demokratie und Zusammenarbeit regelmäßiger Mitveranstalter und Referent der „Souveränitätskonferenzen“ des Querfront-Magazins Compact rund um Jürgen Elsässer. Bei der ersten Souveränitätskonferenz am 24. November 2012 im Henry-Ford-Bau der Berliner Freien Universität wurde sein Vortrag wegen des großen Zeitverzugs abgesetzt und später separat nachgeholt.

## Schriften (Auswahl)
- The Tainted Source: Undemocratic Origins of the European Idea. Time Warner, London 1998, ISBN 0-7515-2324-0.
- Travesty: The Trial of Slobodan Milosevic and the Corruption of International Justice. Pluto Press, London 2007, ISBN 978-0-7453-2635-1.
- Schelling Versus Hegel: From German Idealism to Christian Metaphysics. Ashgate Publishing, Aldershot 2007, ISBN 978-0-7546-6118-4.
- hrsg. mit Michel Korinman: Shia Power: Next Target Iran? Vallentine Mitchell Academic, London 2007, ISBN 978-0-85303-751-4.
- hrsg. mit Michel Korinman: The Long March to the West: Twenty-First Century Migration in Europe and the Greater Mediterranean Area. Vallentine Mitchell Academic, London 2007, ISBN 978-0-85303-780-4.
- hrsg. mit Michel Korinman: Russia: A New Cold War? Vallentine Mitchell Academic, London 2007, ISBN 978-0-85303-805-4.
- History of Political Trials: From Charles I to Saddam Hussein. Peter Lang, Oxford 2008, ISBN 978-1-906165-00-0.
- hrsg. mit Michel Korinman: Israel on Israel. Vallentine Mitchell Academic, London 2008, ISBN 978-0-85303-657-9.